# Pennisetia fixseni
Pennisetia fixseni is een vlinder uit de familie wespvlinders (Sesiidae), onderfamilie Tinthiinae.
Pennisetia fixseni is voor het eerst wetenschappelijk beschreven door Leech in 1889. De soort komt voor in het Palearctisch gebied.